# Imantocera grisescens
Imantocera grisescens es una especie de escarabajo de la familia Cerambycidae. Fue descrita por Dillon y Dillon en 1951. Se encuentra en Java.